# Fuck for Forest

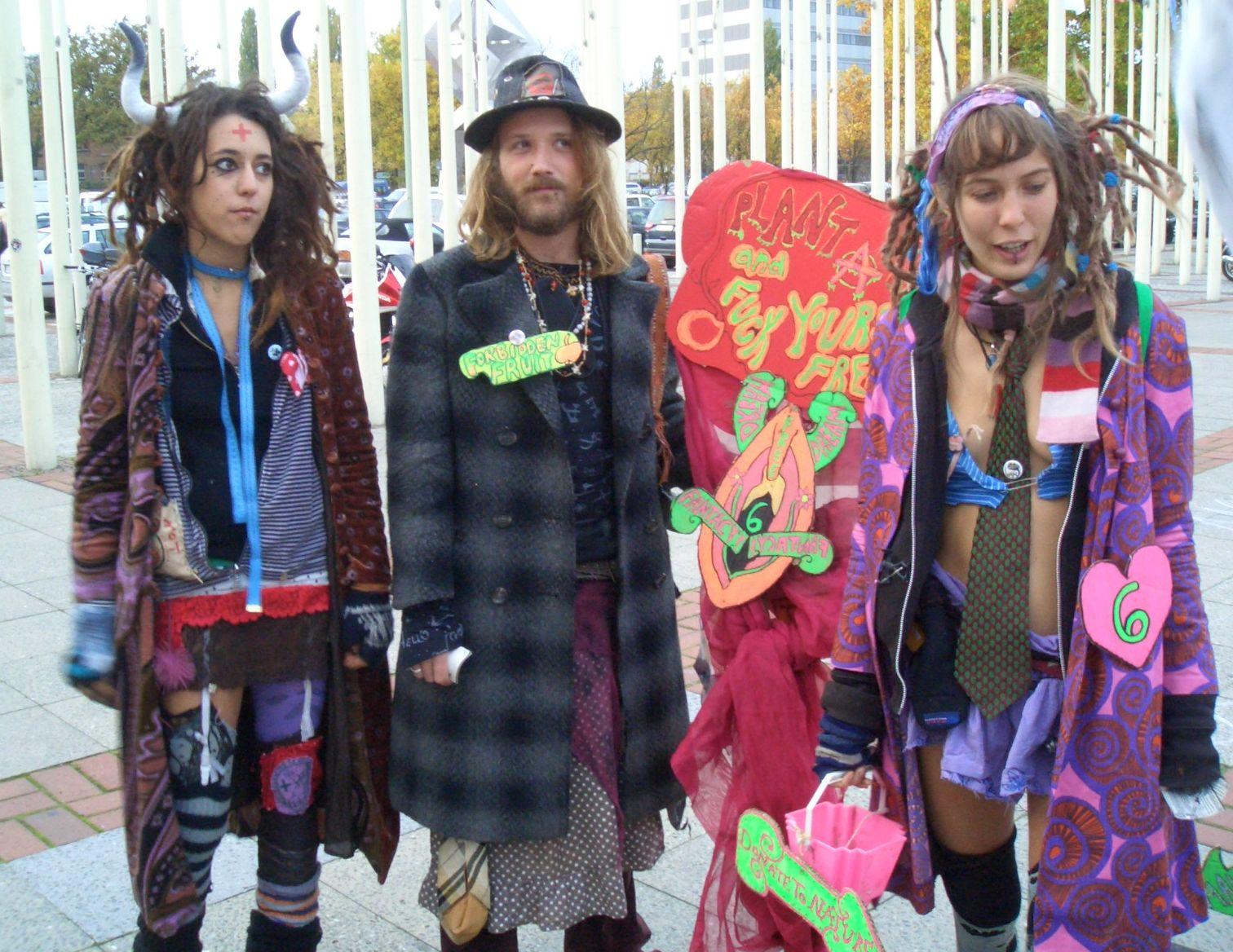
Tommy Hol Ellingsen (midden) en Leona Johansson (rechts), oprichters van Fuck for Forest

Fuck for Forest (FFF) is een non-profitorganisatie ter bescherming van de natuur. De vereniging werd in 2003 opgericht door de twee Noorse milieuactivisten Leona Johansson en Tommy Hol Ellingsen. De inkomsten van de gelijknamige website met pornografische amateurbeelden worden aangewend voor projecten ter bescherming van de natuur, hoofdzakelijk herbebossing.

## Geschiedenis
In 2003 werd de groep in het leven geroepen door de Noors-Zweedse activisten Tommy Hol Ellingsen en Leona Johansson. De organisatie verwierf in 2004 grote bekendheid doordat Ellingsen en Johansson in het openbaar geslachtsverkeer hadden op het podium van een openluchtconcert in de Noorse stad Kristiansand, tijdens het optreden van de Noorse zanger Kristopher Schau en zijn band The Cumshots. Dat gebeurde nadat ze een kort betoog hielden over de menselijke impact op het voortbestaan van bossen. Het jaar daarna werd beide activisten een geldboete van 1233 euro per persoon opgelegd. Daarop trokken de stichters naar Berlijn in de hoop er in een meer liberale sfeer terecht te komen.
In 2009 moest Ellingsen terug naar Noorwegen voor een nieuw paspoort. Daar stelden de autoriteiten hem een ultimatum om de boete te betalen. Naar eigen zeggen verkochten Ellingsen en Johansson pornofoto's aan een bekend Noors pornotijdschrift om hun schuld te voldoen.
In juni 2011 verscheen een artikel in de krant Dagbladet, waarin leden van Fuck for Forest in seksuele posen te zien zijn tijdens een misviering in de dom van Oslo. De groep plaatste een videofragment van de actie op hun website.

## Inkomsten
Voor 15 dollar kunnen sympathisanten lid worden op de website. Volgens de Tageszeitung zou slechts drie euro van dit bedrag voor het dagelijks beheer aangewend worden, de rest zou ten voordele van het milieu worden uitgegeven. Ongeveer 80 procent van de inkomsten wordt gebruikt voor de strijd tegen ontbossing. Zo dient het geld voor de financiering van een regenwoudproject in Costa Rica en een herbebossingsproject in Ecuador.

## Film
De Poolse regisseur Michal Marczak maakte een documentaire met medewerking van een deel van de vereniging. De film werd in het najaar van 2012 bekroond als beste documentaire op het internationaal filmfestival van Warschau.

## Kritiek
Het project zou een postkoloniale inslag hebben, omdat het het regenwoud beschermt via het opkopen van grond. Ook maakten critici gewag van seksisme.